# Ron Harris (hockey sur glace)
Pour les articles homonymes, voir Ron Harris et Harris.
Ronald Thomas Harris (né le 30 juin 1942 à Verdun dans la province de Québec au Canada) est un ancien joueur professionnel de hockey sur glace.

## Carrière
Il commence sa carrière dans l’Association de hockey de l'Ontario - aujourd'hui Ligue de hockey de l'Ontario - en 1960 en jouant pour les Red Wings de Hamilton. Deux saisons plus tard, il rejoint la Ligue américaine de hockey et l'équipe des Hornets de Pittsburgh. Il fait également ses débuts dans la Ligue nationale de hockey avec les Red Wings de Détroit (franchise affiliée aux Hornets). Il ne joue qu'un seul match dans la saison mais réalise une passe décisive pour son premier point dans la LNH.
Il ne parvient cependant pas à se faire une place dans l'effectif de la franchise et joue la saison suivante dans la Ligue centrale professionnelle de hockey. Par la suite, il joue également dans la Western Hockey League.
Lorsqu'en 1967, la LNH décide de doubler son nombre de franchise, il participe au repêchage d'expansion et est choisi par les Seals d'Oakland. Il joue une cinquantaine de matchs avant de revenir au sein des Red Wings et a enfin sa place dans l'effectif. Cela dit, au cours de sa saison avec les Seals, lors d'un match contre les North Stars du Minnesota, il réalise une mise en échec contre Bill Masterton qui tombe en arrière sur la tête, commence à perdre du sang et décèdera deux jours plus tard à l'hôpital.
Il joue quatre saisons avec les Red Wings avant d'être choisi par les Flames d'Atlanta lors de la nouvelle expansion de la LNH en 1972.
Il ne joue qu'une vingtaine de matchs avec les Flames avant de rejoindre sa dernière franchise de la LNH, les Rangers de New York. Sa carrière prend fin brutalement lors d'un match contre les Islanders de New York en octobre 1975. Il est alors blessé au genou.

## Statistiques
Pour les significations des abréviations, voir Statistiques du hockey sur glace.
| Saison     | Équipe                  | Ligue      |     | Saison régulière | Saison régulière | Saison régulière | Saison régulière | Saison régulière |   | Séries éliminatoires | Séries éliminatoires | Séries éliminatoires | Séries éliminatoires | Séries éliminatoires |
| Saison     | Équipe                  | Ligue      | PJ  | B                | A                | Pts              | Pun              | PJ               | B | A                    | Pts                  | Pun                  |                      |                      |
| 1960-1961  | Red Wings de Hamilton   | AHO        | 47  | 1                | 9                | 10               | 0                | -                | - | -                    | -                    | -                    |                      |                      |
| 1961-1962  | Red Wings de Hamilton   | AHO        | 50  | 7                | 29               | 36               | 0                | -                | - | -                    | -                    | -                    |                      |                      |
| 1962-1963  | Hornets de Pittsburgh   | LAH        | 62  | 3                | 18               | 21               | 88               | -                | - | -                    | -                    | -                    |                      |                      |
| 1962-1963  | Red Wings de Détroit    | LNH        | 1   | 0                | 1                | 1                | 0                | -                | - | -                    | -                    | -                    |                      |                      |
| 1963-1964  | Capitals d'Indianapolis | LCPH       | 66  | 4                | 21               | 25               | 129              | -                | - | -                    | -                    | -                    |                      |                      |
| 1963-1964  | Red Wings de Détroit    | LNH        | 3   | 0                | 0                | 0                | 7                | -                | - | -                    | -                    | -                    |                      |                      |
| 1964-1965  | Wings de Memphis        | LCPH       | 70  | 18               | 18               | 36               | 75               | -                | - | -                    | -                    | -                    |                      |                      |
| 1965-1966  | Seals de San Francisco  | WHL        | 54  | 12               | 16               | 28               | 74               | 7                | 2 | 1                    | 3                    | 15                   |                      |                      |
| 1966-1967  | Seals de San Francisco  | WHL        | 31  | 8                | 9                | 17               | 40               | 6                | 1 | 0                    | 1                    | 12                   |                      |                      |
| 1967-1968  | Seals d'Oakland         | LNH        | 54  | 4                | 6                | 10               | 60               | -                | - | -                    | -                    | -                    |                      |                      |
| 1968-1969  | Red Wings de Détroit    | LNH        | 73  | 3                | 13               | 16               | 91               | -                | - | -                    | -                    | -                    |                      |                      |
| 1969-1970  | Red Wings de Détroit    | LNH        | 72  | 2                | 19               | 21               | 99               | 4                | 0 | 0                    | 0                    | 8                    |                      |                      |
| 1970-1971  | Red Wings de Détroit    | LNH        | 42  | 2                | 8                | 10               | 65               | -                | - | -                    | -                    | -                    |                      |                      |
| 1971-1972  | Red Wings de Détroit    | LNH        | 61  | 1                | 10               | 11               | 80               | -                | - | -                    | -                    | -                    |                      |                      |
| 1972-1973  | Flames d'Atlanta        | LNH        | 24  | 2                | 4                | 6                | 8                | -                | - | -                    | -                    | -                    |                      |                      |
| 1972-1973  | Rangers de New York     | LNH        | 46  | 3                | 10               | 13               | 17               | 10               | 0 | 3                    | 3                    | 2                    |                      |                      |
| 1973-1974  | Rangers de New York     | LNH        | 63  | 2                | 12               | 14               | 25               | 11               | 3 | 0                    | 3                    | 14                   |                      |                      |
| 1974-1975  | Rangers de New York     | LNH        | 34  | 1                | 7                | 8                | 22               | 3                | 1 | 0                    | 1                    | 9                    |                      |                      |
| 1975-1976  | Rangers de New York     | LNH        | 3   | 0                | 1                | 1                | 0                | -                | - | -                    | -                    | -                    |                      |                      |
| Totaux LNH | Totaux LNH              | Totaux LNH | 476 | 20               | 91               | 111              | 474              | 28               | 4 | 3                    | 7                    | 33                   |                      |                      |

## Carrière d'entraîneur
En 1979, il devient entraîneur dans des ligues mineures nord-américaines et en 1986, il est assistant entraîneur de Michel Bergeron dans la LNH pour les Nordiques de Québec. Il occupe ce poste deux saisons.